# 村田孝生
村田 孝生（むらた たかお/たかいき、1893年10月6日 - 1953年4月3日）は、日本の陸軍軍人。最終階級は陸軍中将。

## 経歴
東京府生まれ。東京府立第一中学校を経て、1915年（大正4年）5月、陸軍士官学校（27期）を卒業。同年12月、歩兵少尉に任官。1928年（昭和3年）12月、陸軍大学校（40期）を卒業。
1938年（昭和13年）7月、歩兵大佐に昇進し第1独立守備隊参謀に就任。1939年（昭和14年）1月、関東軍隷下の歩兵第43連隊長となり、1940年（昭和15年）12月、第11軍隷下第33師団参謀長に転じ、日中戦争（支那事変）の錦江作戦、中原会戦に出動。
太平洋戦争（大東亜戦争）に於いては第15軍隷下としてビルマ侵攻作戦の「解放の尖兵」として活躍した。1942年（昭和17年）8月、陸軍少将に進級。以後、関東軍隷下の第14歩兵団長、支那派遣軍隷下の独立歩兵第12旅団長を歴任。1945年（昭和20年）4月、陸軍中将に進み、同年6月、第2総軍隷下の第231師団長に発令され、山口市付近で本土決戦に備えていたが、交戦することなく終戦を迎えた。
1947年（昭和22年）11月28日、公職追放仮指定を受けた。